# Хлориды родия
Хлориды родия — соединения родия с хлором. Известны три хлорида, соответствующие одновалентному, двухвалентному и трёхвалентному родию — RhCl, RhCl2, RhCl3. Существуют также родственные хлоридам родия соединения, содержащие другие элементы в своём составе — гидраты хлоридов родия, основные хлориды родия и подобные.

## Хлорид родия(I)
Имеет химическую формулу RhCl, выглядит как порошок от тёмно-коричневого до медно-красного цвета.

## Хлорид родия(II)
Хлорид родия(II) RhCl2 — темно-коричневый или фиолетово-красный порошок. Его получают пиролизом хлорида родия(III) при 950 °C.

## Хлорид родия(III)
Родия трихлорид — одно из наиболее используемых соединений родия, красно-коричневый гигроскопичный, расплывающийся на воздухе порошок.
Обычная форма соединения — кристаллогидрат RhCl3•3H2O

### Свойства
RhCl3•XH2O — тёмно-красные диамагнитные кристаллы. Умеренно гигроскопичен.
В растворе частично гидратирован, в зависимости от концентрации может формировать разные формы комплексов:
RhCl3(H2O)3, [RhCl2(H2O)4]+, и [RhCl(H2O)5]2+.